# Dahlgren-rendszer
Az alábbi lista Rolf Martin Theodor Dahlgren dán botanikus fejlődéstörténeti rendszere, melyet halála után felesége, Gertrude folytatott. Dahlgren főleg az egyszikűekre szakosodott, modern egyszikűrendszerét Borhidi Attila is felhasználta A zárvatermők fejlődéstörténeti rendszertana című 1995-ben megjelent tankönyvében. Dahlgren alkalmazta először a kladisztikus módszert a növényrendszertanban, 1975-ben a kétszikűekre és 1985-ben az egyszikűekre.

## osztály:Magnoliopsida

### alosztály:Magnoliidae

#### főrend:Magnolianae
- rend: Annonales
  - család: Annonaceae
  - család: Myristicaceae
  - család: Eupomatiaceae
  - család: Canellaceae
  - család: Austrobaileyaceae
- rend: Aristolochiales
  - család: Aristolochiaceae
- rend: Rafflesiales
  - család: Rafflesiaceae
  - család: Hydnoraceae
- rend: Magnoliales
  - család: Degeneriaceae
  - család: Himantandraceae
  - család: Magnoliaceae
- rend: Lactoridales
  - család: Lactoridaceae
- rend: Winterales
  - család: Winteraceae
- rend: Chloranthales
  - család: Chloranthaceae
- rend: Illiciales
  - család: Illiciaceae
  - család: Schisandraceae
- rend: Laurales
  - család: Amborellaceae
  - család: Trimeniaceae
  - család: Monimiaceae
  - család: Gomortegaceae
  - család: Calycanthaceae
  - család: Lauraceae
- rend: Nelumbonales
  - család: Nelumbonaceae

#### főrend:Nymphaeanae
- rend: Piperales
  - család: Saururaceae
  - család: Piperaceae
- rend: Nymphaeales
  - család: Cabombaceae
  - család: Nymphaeaceae
  - család: Ceratophyllaceae

#### főrend:Ranunculanae
- rend: Ranunculales
  - család: Lardizabalaceae
  - család: Sargentodoxaceae
  - család: Menispermaceae
  - család: Kingdoniaceae
  - család: Circaeasteraceae
  - család: Ranunculaceae
  - család: Hydrastidaceae
  - család: Berberidaceae
- rend: Papaverales
  - család: Papaveraceae
  - család: Fumariaceae

#### főrend:Caryophyllanae
- rend: Caryophyllales
  - család: Molluginaceae
  - család: Caryophyllaceae
  - család: Phytolaccaceae
  - család: Achatocarpaceae
  - család: Agdestidaceae
  - család: Basellaceae
  - család: Portulacaceae
  - család: Stegnospermataceae
  - család: Nyctaginaceae
  - család: Aizoaceae
  - család: Halophytaceae
  - család: Cactaceae
  - család: Didiereaceae
  - család: Hectorellaceae
  - család: Chenopodiaceae
  - család: Amaranthaceae

#### főrend:Polygonanae
- rend: Polygonales
  - család: Polygonaceae

#### főrend:Plumbaginanae
- rend: Plumbaginales
  - család: Plumbaginaceae
  - család: Limoniaceae

#### főrend:Malvanae
- rend: Malvales
  - család: Sterculiaceae
  - család: Plagiopteraceae
  - család: Bixaceae
  - család: Cochlospermaceae
  - család: Cistaceae
  - család: Sphaerosepalaceae
  - család: Sarcolaenaceae
  - család: Huaceae
  - család: Tiliaceae
  - család: Dipterocarpaceae
  - család: Bombacaceae
  - család: Malvaceae
- rend: Urticales
  - család: Ulmaceae
  - család: Moraceae
  - család: Cecropiaceae
  - család: Barbeyaceae
  - család: Cannabaceae
  - család: Urticaceae
- rend: Euphorbiales
  - család: Euphorbiaceae
  - család: Simmondsiaceae
  - család: Pandaceae
  - család: Aextoxicaceae
  - család: Dichapetalaceae
- rend: Thymelaeales
  - család: Gonystylaceae
  - család: Thymelaeaceae
- rend: Rhamnales
  - család: Rhamnaceae

#### főrend:Violanae
- rend: Violales
  - család: Flacourtiaceae
  - család: Berberidopsidaceae
  - család: Aphloiaceae
  - család: Physenaceae
  - család: Passifloraceae
  - család: Dipentodontaceae
  - család: Peridiscaceae
  - család: Scyphostegiaceae
  - család: Violaceae
  - család: Turneriaceae
  - család: Malesherbiaceae
  - család: Caricaceae
- rend: Cucurbitales
  - család: Achariaceae
  - család: Cucurbitaceae
  - család: Begoniaceae
  - család: Datiscaceae
- rend: Salicales
  - család: Salicaceae
- rend: Tamaricales
  - család: Tamaricaceae
  - család: Frankeniaceae
- rend: Capparales
  - család: Capparaceae
  - család: Brassicaceae
  - család: Tovariaceae
  - család: Resedaceae
  - család: Gyrostemonaceae
  - család: Bataceae
  - család: Moringaceae
- rend: Tropaeolales
  - család: Tropaeolaceae
  - család: Limnanthaceae
- rend: Salvadorales
  - család: Salvadoraceae

#### főrend:Theanae
- rend: Dilleniales
  - család: Dilleniaceae
- rend: Paeoniales
  - család: Glaucidiaceae
  - család: Paeoniaceae
- rend: Theales
  - család: Stachyuraceae
  - család: Pentaphylacaceae
  - család: Marcgraviaceae
  - család: Quiinaceae
  - család: Ancistrocladaceae
  - család: Dioncophyllaceae
  - család: Nepenthaceae
  - család: Medusagynaceae
  - család: Caryocaraceae
  - család: Strasburgeriaceae
  - család: Ochnaceae
  - család: Chrysobalanaceae
  - család: Oncothecaceae
  - család: Scytopetalaceae
  - család: Theaceae
  - család: Bonnetiaceae
  - család: Clusiaceae
  - család: Elatinaceae
- rend: Lecythidales
  - család: Lecythidaceae

#### főrend:Primulanae
- rend: Primulales
  - család: Myrsinaceae
  - család: Aegicerataceae
  - család: Theophrastaceae
  - család: Primulaceae
  - család: Coridaceae
- rend: Ebenales
  - család: Sapotaceae
  - család: Styracaceae
  - család: Lissocarpaceae
  - család: Ebenaceae

#### főrend:Rosanae
- rend: Trochodendrales
  - család: Trochodendraceae
  - család: Tetracentraceae
- rend: Cercidiphyllales
  - család: Cercidiphyllaceae
  - család: Eupteleaceae
- rend: Hamamelidales
  - család: Hamamelidaceae
  - család: Platanaceae
  - család: Myrothamnaceae
- rend: Balanopales
  - család: Balanopaceae
- rend: Fagales
  - család: Nothofagaceae
  - család: Fagaceae
  - család: Corylaceae
  - család: Betulaceae
- rend: Juglandales
  - család: Rhoipteleaceae
  - család: Juglandaceae
- rend: Myricales
  - család: Myricaceae
- rend: Casuarinales
  - család: Casuarinaceae
- rend: Buxales
  - család: Buxaceae
  - család: Daphniphyllaceae
  - család: Didymelaceae
- rend: Geissolomatales
  - család: Geissolomataceae
- rend: Cunoniales
  - család: Cunoniaceae
  - család: Baueraceae
  - család: Brunelliaceae
  - család: Davidsoniaceae
  - család: Eucryphiaceae
- rend: Saxifragales
  - család: Saxifragaceae
  - család: Francoaceae
  - család: Greyiaceae
  - család: Brexiaceae
  - család: Grossulariaceae
  - család: Iteaceae
  - család: Cephalotaceae
  - család: Crassulaceae
  - család: Podostemaceae
- rend: Droserales
  - család: Droseraceae
  - család: Lepuropetalaceae
  - család: Parnassiaceae
- rend: Rosales
  - család: Rosaceae
  - család: Neuradaceae
  - család: Malaceae
  - család: Amygdalaceae
  - család: Anisophylleaceae
  - család: Crossosomataceae
  - család: Surianaceae
  - család: Rhabdodendraceae
- rend: Gunnerales
  - család: Gunneraceae

#### főrend:Proteanae
- rend: Proteales
  - család: Proteaceae
- rend: Elaeagnales
  - család: Elaeagnaceae

#### főrend:Myrtanae
- rend: Myrtales
  - család: Psiloxylaceae
  - család: Heteropyxidaceae
  - család: Myrtaceae
  - család: Onagraceae
  - család: Trapaceae
  - család: Lythraceae
  - család: Combretaceae
  - család: Melastomataceae
  - család: Memecylaceae
  - család: Crypteroniaceae
  - család: Oliniaceae
  - család: Penaeaceae
  - család: Rhynchocalycaceae
  - család: Alzateaceae
- rend: Haloragales
  - család: Haloragaceae

#### főrend:Rutanae
- rend: Sapindales
  - család: Coriariaceae
  - család: Anacardiaceae
  - család: Leitneriaceae
  - család: Podoaceae
  - család: Sapindaceae
  - család: Hippocastanaceae
  - család: Aceraceae
  - család: Akaniaceae
  - család: Bretschneideraceae
  - család: Emblingiaceae
  - család: Staphyleaceae
  - család: Melianthaceae
  - család: Sabiaceae
  - család: Meliosmaceae
  - család: Connaraceae
- rend: Fabales
  - család: Mimosaceae
  - család: Caesalpiniaceae
  - család: Fabaceae
- rend: Rutales
  - család: Rutaceae
  - család: Ptaeroxylaceae
  - család: Cneoraceae
  - család: Simaroubaceae
  - család: Tepuianthaceae
  - család: Burseraceae
  - család: Meliaceae
- rend: Polygalales
  - család: Malpighiaceae
  - család: Trigoniaceae
  - család: Vochysiaceae
  - család: Polygalaceae
  - család: Krameriaceae
- rend: Geraniales
  - család: Zygophyllaceae
  - család: Peganaceae
  - család: Nitrariaceae
  - család: Geraniaceae
  - család: Vivianiaceae
  - család: Ledocarpaceae
  - család: Biebersteiniaceae
  - család: Dirachmaceae
  - család: Balanitaceae
- rend: Linales
  - család: Linaceae
  - család: Humiriaceae
  - család: Ctenolophonaceae
  - család: Ixonanthaceae
  - család: Erythroxylaceae
  - család: Lepidobotryaceae
  - család: Oxalidaceae
- rend: Celastrales
  - család: Stackhousiaceae
  - család: Lophopyxidaceae
  - család: Cardiopteridaceae
  - család: Corynocarpaceae
  - család: Celastraceae
- rend: Rhizophorales
  - család: Rhizophoraceae
  - család: Elaeocarpaceae
- rend: Balsaminales
  - család: Balsaminaceae

#### főrend:Vitanae
- rend: Vitales
  - család: Vitaceae

#### főrend:Santalanae
- rend: Santalales
  - család: Olacaceae
  - család: Opiliaceae
  - család: Loranthaceae
  - család: Medusandraceae
  - család: Misodendraceae
  - család: Eremolepidaceae
  - család: Santalaceae
  - család: Viscaceae

#### főrend:Balanophoranae
- rend: Balanophorales
  - család: Cynomoriaceae
  - család: Balanophoraceae

#### főrend:Aralianae
- rend: Pittosporales
  - család: Pittosporaceae
  - család: Tremandraceae
  - család: Byblidaceae
- rend: Araliales
  - család: Araliaceae
  - család: Apiaceae

#### főrend:Asteranae
- rend: Campanulales
  - család: Pentaphragmataceae
  - család: Campanulaceae
  - család: Lobeliaceae
- rend: Asterales
  - család: Asteraceae

#### főrend:Solananae
- rend: Solanales
  - család: Solanaceae
  - család: Sclerophylacaceae
  - család: Goetzeaceae
  - család: Convolvulaceae
  - család: Cuscutaceae
  - család: Cobaeaceae
  - család: Polemoniaceae
- rend: Boraginales
  - család: Hydrophyllaceae
  - család: Ehretiaceae
  - család: Boraginaceae
  - család: Lennoaceae
  - család: Hoplestigmataceae

#### főrend:Ericanae
- rend: Bruniales
  - család: Bruniaceae
  - család: Grubbiaceae
- rend: Fouquieriales
  - család: Fouquieriaceae
- rend: Ericales
  - család: Actinidiaceae
  - család: Clethraceae
  - család: Cyrillaceae
  - család: Ericaceae
  - család: Empetraceae
  - család: Monotropaceae
  - család: Pyrolaceae
  - család: Epacridaceae
- rend: Stylidiales
  - család: Stylidiaceae
- rend: Sarraceniales
  - család: Sarraceniaceae

#### főrend:Cornanae
- rend: Cornales
  - család: Garryaceae
  - család: Alangiaceae
  - család: Nyssaceae
  - család: Cornaceae
  - család: Roridulaceae
  - család: Davidiaceae
  - család: Escalloniaceae
  - család: Helwingiaceae
  - család: Torricelliaceae
  - család: Aucubaceae
  - család: Aralidiaceae
  - család: Diapensiaceae
  - család: Phellinaceae
  - család: Aquifoliaceae
  - család: Paracryphiaceae
  - család: Sphenostemonaceae
  - család: Symplocaceae
  - család: Icacinaceae
  - család: Montiniaceae
  - család: Columelliaceae
  - család: Alseuosmiaceae
  - család: Hydrangeaceae
  - család: Sambucaceae
  - család: Viburnaceae
  - család: Menyanthaceae
  - család: Adoxaceae
  - család: Phyllonomaceae
  - család: Tribelaceae
  - család: Eremosynaceae
  - család: Pterostemonaceae
  - család: Tetracarpaeaceae
- rend: Eucommiales
  - család: Eucommiaceae
- rend: Dipsacales
  - család: Caprifoliaceae
  - család: Valerianaceae
  - család: Dipsacaceae
  - család: Morinaceae
  - család: Calyceraceae

#### főrend:Loasanae
- rend: Loasales
  - család: Loasaceae

#### főrend:Gentiananae
- rend: Goodeniales
  - család: Goodeniaceae
- rend: Oleales
  - család: Oleaceae
- rend: Gentianales
  - család: Desfontainiaceae
  - család: Loganiaceae
  - család: Dialypetalanthaceae
  - család: Rubiaceae
  - család: Theligonaceae
  - család: Gentianaceae
  - család: Saccifoliaceae
  - család: Apocynaceae
  - család: Asclepiadaceae

#### főrend:Lamianae
- rend: Lamiales
  - család: Retziaceae
  - család: Stilbaceae
  - család: Buddlejaceae
  - család: Scrophulariaceae
  - család: Myoporaceae
  - család: Globulariaceae
  - család: Plantaginaceae
  - család: Lentibulariaceae
  - család: Pedaliaceae
  - család: Trapellaceae
  - család: Martyniaceae
  - család: Gesneriaceae
  - család: Bignoniaceae
  - család: Acanthaceae
  - család: Verbenaceae
  - család: Lamiaceae
  - család: Callitrichaceae
- rend: Hydrostachyales
  - család: Hydrostachyaceae
- rend: Hippuridales
  - család: Hippuridaceae

### alosztály:Liliidae

#### főrend:Alismatanae
- rend: Alismatales
  - család: Aponogetonaceae
  - család: Butomaceae
  - család: Hydrocharitaceae
  - család: Limnocharitaceae
  - család: Alismataceae
- rend: Najadales
  - család: Scheuchzeriaceae
  - család: Juncaginaceae
  - család: Najadaceae
  - család: Potamogetonaceae
  - család: Zosteraceae
  - család: Posidoniaceae
  - család: Cymodoceaceae
  - család: Zannichelliaceae

#### főrend:Triuridanae
- rend: Triuridales
  - család: Triuridaceae

#### főrend:Aranae
- rend: Arales
  - család: Araceae
  - család: Acoraceae
  - család: Lemnaceae

#### főrend:Lilianae
- rend: Dioscoreales
  - család: Trichopodaceae
  - család: Dioscoreaceae
  - család: Stemonaceae
  - család: Taccaceae
  - család: Trilliaceae
  - család: Rhipogonaceae
  - család: Petermanniaceae
  - család: Smilacaceae
- rend: Asparagales
  - család: Philesiaceae
  - család: Luzuriagaceae
  - család: Convallariaceae
  - család: Dracaenaceae
  - család: Asparagaceae
  - család: Ruscaceae
  - család: Herreriaceae
  - család: Nolinaceae
  - család: Asteliaceae
  - család: Dasypogonaceae
  - család: Calectasiaceae
  - család: Blandfordiaceae
  - család: Xanthorrhoeaceae
  - család: Agavaceae
  - család: Hypoxidaceae
  - család: Tecophilaeaceae
  - család: Lanariaceae
  - család: Ixioliriaceae
  - család: Cyanastraceae
  - család: Phormiaceae
  - család: Doryanthaceae
  - család: Eriospermaceae
  - család: Asphodelaceae
  - család: Anthericaceae
  - család: Aphyllanthaceae
  - család: Hemerocallidaceae
  - család: Hostaceae
  - család: Hyacinthaceae
  - család: Alliaceae
  - család: Amaryllidaceae
- rend: Liliales
  - család: Colchicaceae
  - család: Uvulariaceae
  - család: Iridaceae
  - család: Alstroemeriaceae
  - család: Calochortaceae
  - család: Liliaceae
- rend: Melanthiales
  - család: Melanthiaceae
  - család: Campynemataceae
- rend: Burmanniales
  - család: Burmanniaceae
  - család: Corsiaceae
- rend: Orchidales
  - család: Neuwiediaceae
  - család: Apostasiaceae
  - család: Cypripediaceae
  - család: Orchidaceae

#### főrend:Bromelianae
- rend: Velloziales
  - család: Velloziaceae
- rend: Bromeliales
  - család: Bromeliaceae
- rend: Haemodorales
  - család: Haemodoraceae
- rend: Philydrales
  - család: Philydraceae
- rend: Pontederiales
  - család: Pontederiaceae
- rend: Typhales
  - család: Typhaceae

#### főrend:Zingiberanae
- rend: Zingiberales
  - család: Lowiaceae
  - család: Musaceae
  - család: Heliconiaceae
  - család: Strelitziaceae
  - család: Zingiberaceae
  - család: Costaceae
  - család: Cannaceae
  - család: Marantaceae

#### főrend:Commelinanae
- rend: Commelinales
  - család: Mayacaceae
  - család: Commelinaceae
  - család: Xyridaceae
  - család: Rapateaceae
  - család: Eriocaulaceae
- rend: Hydatellales
  - család: Hydatellaceae
- rend: Cyperales
  - család: Juncaceae
  - család: Thurniaceae
  - család: Cyperaceae
- rend: Poales
  - család: Flagellariaceae
  - család: Joinvilleaceae
  - család: Restionaceae
  - család: Centrolepidaceae
  - család: Poaceae

#### főrend:Arecanae
- rend: Hanguanales
  - család: Hanguanaceae
- rend: Arecales
  - család: Arecaceae

#### főrend:Cyclanthanae
- rend: Cyclanthales
  - család: Cyclanthaceae

#### főrend:Pandananae
- rend: Pandanales
  - család: Pandanaceae